# Berseba
Berseba (Khoekhoegowab historisch !Autsawise oder !AutsawisesKlicklaut) ist ein Dorf im gleichnamigen Wahlkreis Berseba in der Region ǁKharas im Süden Namibias. Der Ort hat 992 Einwohner (Stand 2023) auf einer Fläche von 28,46 km².

## Geographie
Der Ort liegt in einer Ebene, die westlich durch einen niedrigen Bergrücken begrenzt wird. Im Norden liegt der Porphyrkegel Geitsi-gubeb (Brukkaros). Die Umgebung wird von Kalksteinboden dominiert und weist zudem Lehm und salzigen Sand auf.

## Geschichte
Historisch war Berseba Hauptsitz der Berseba-Nama. 1850 erhielt der Ort eine Missionsstation, die von Carl Hugo Hahn gegründet wurde. 1857 wurde die Kirche im Ort fertiggestellt. Es lebten zu der Zeit etwa 1400 bis 1500 Berseba-Nama in dem Gebiet, die Gemüseanbau und Viehzucht betrieben.

## Wirtschaft
Berseba ist einer der wenigen Orte, an denen man den berühmten Blaugrund, die Muttererde der südafrikanischen Diamanten, findet. 1898 wurde in der Umgebung ein Diamant gefunden, Probebohrungen nach Erdöl wurden 1900 und 1929 durchgeführt, ohne dass industriell ausbeutbare Vorkommen dokumentiert werden konnten.
Heute ist der Ort ein wichtiger Versorgungspunkt für die umliegenden Farmen.

## Kommunalpolitik
Bei den Kommunalwahlen 2020 wurde folgendes amtliches Endergebnis ermittelt.
| Partei    | Stimmen | Stimmenanteil | Sitze |
| --------- | ------- | ------------- | ----- |
| LPM       | 278     | 46,88 %       | 2     |
| SWAPO     | 211     | 35,58 %       | 2     |
| PDM       | 104     | 17,54 %       | 1     |
| Insgesamt | 593     | 100 %         | 5     |